# KZ-Außenlager Gunskirchen

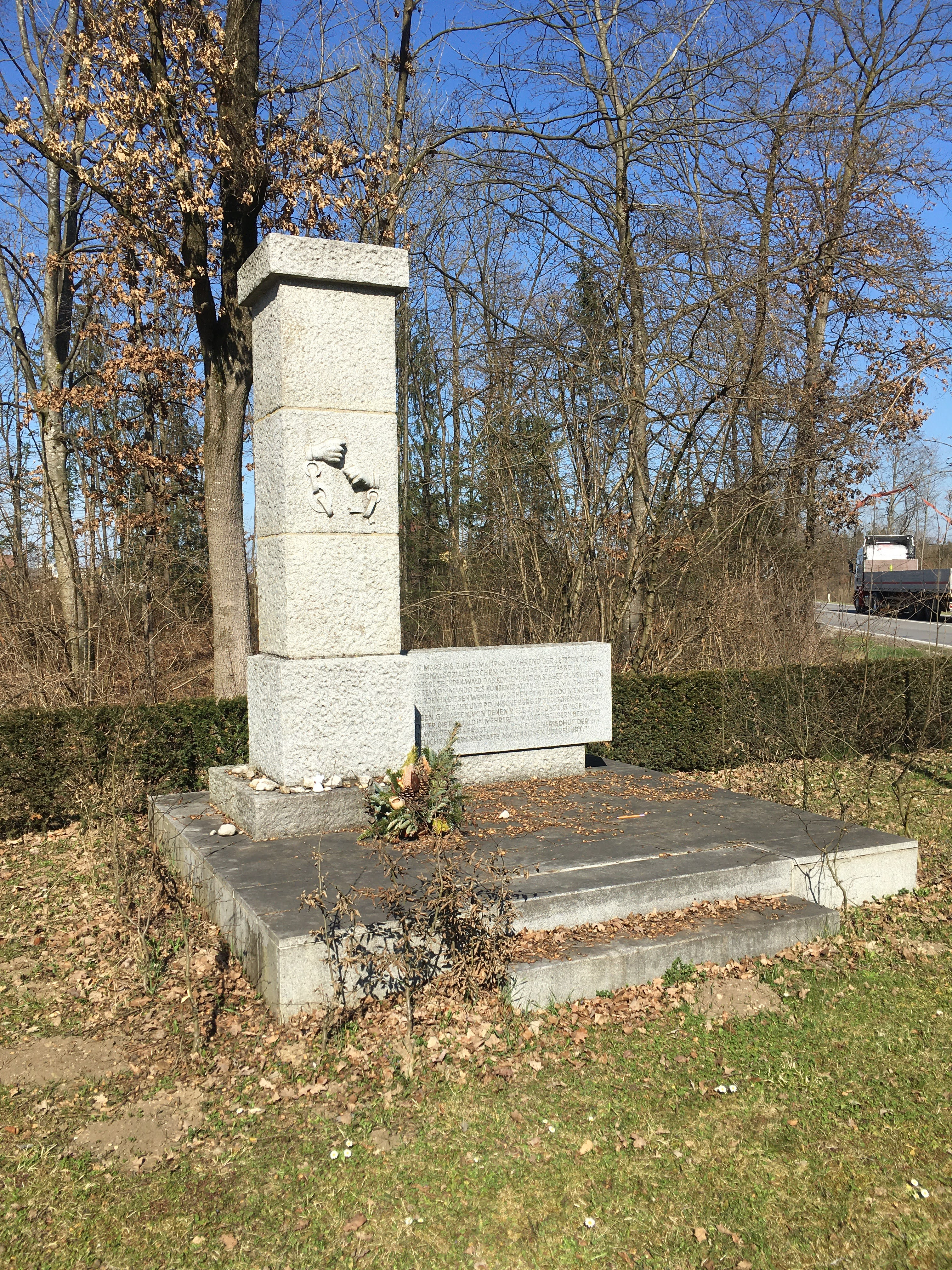
Gedenkstätte KZ Gunskirchen

Das KZ-Außenlager Gunskirchen, auch KZ Gunskirchen genannt (im NS-Jargon waren andere Bezeichnungen für das Lager auch „Wels“, „Wels I“, „Notbehelfsheimbau“ und „SS-Arbeitslager Gunskirchen“.), wurde Ende 1944 in Oberösterreich drei Kilometer südlich von Gunskirchen (mit dem Haupteingang nahe Saag, Gemeinde Edt bei Lambach) als Außenlager des Konzentrationslagers Mauthausen aufgebaut. In diesem Lager wurden ab Ende März 1945 vor allem ungarische Juden notdürftig untergebracht, die dort massenhaft starben.
Davon unabhängig gab es zwischen dem 25. März bis zum 13. April 1945 ein Lager „Wels II“, aus dem 2000 Häftlinge vom KZ Mauthausen und dem Außenlager Ebensee zu Aufräumungsarbeiten am Bahnhof eingesetzt waren.

## Geschichte
Erste Hinweise auf das Lager im unberührten Waldgelände liegen für den 27. Dezember 1944 vor; damals waren rund 400 Häftlinge beim Aufbau des Außenlagers beschäftigt. Diese Häftlinge waren zunächst in einem ehemaligen Schulgebäude in der Ortschaft Gunskirchen untergebracht. Eine umstrittene Angabe bezeichnet den 12. März 1945 als Termin der „Einrichtung des Lagers“ im Wald. Dieses Lager wurde zum Auffanglager für jüdische ungarische Häftlinge, die zuvor beim Bau eines Südostwalles an der Grenze zu Ungarn eingesetzt waren, nach Mauthausen „evakuiert“ wurden und dort notdürftig in Zelten untergekommen waren. 
Nach Darstellung von Daniel Blatman wollten die Verantwortlichen die mehr als 15.000 Häftlinge aus dem Zeltlager verlegen, da wegen der unzureichenden Unterbringung und sanitären Verhältnisse eine Gefährdung für das ganze Lager zu befürchten war. Die Zusammenlegung jüdischer Häftlinge in ein separates Lager geschah höchstwahrscheinlich auch wegen der Direktive Heinrich Himmlers, wonach Juden als wichtiges Unterpfand zu bewahren seien.
In drei Gruppen verließen diese Häftlinge – darunter auch Frauen und Kinder – das Hauptlager zwischen dem 16. und 28. April 1945. Für die geschwächten Häftlinge wurden diese Fußmärsche ins 55 Kilometer entfernte Gunskirchen zu Todesmärschen. Zahlreiche Menschen starben unterwegs oder wurden von den Wachmannschaften erschossen. Vermutlich gab es dabei 1500 Todesopfer.
Die provisorischen Baracken in Gunskirchen waren bald völlig überfüllt. In den letzten Tagen vor der Befreiung brach die Versorgung zusammen; täglich verstarben im Lager 150 Menschen. Die Toten wurden in Massengräbern verscharrt, einige blieben im Lager liegen.

## Befreiung
Der SS-Hauptsturmführer Karl Schulz gab am 3. Mai 1945 bekannt, dass er das Lager den Amerikanern übergeben wolle. Noch am selben Tag erreichten Mitarbeiter des Internationalen Komitees vom Roten Kreuz das Lager und versuchten, eine Versorgung sicherzustellen. Am 4./5. Mai 1945 erreichte die US-Army (das 71st Infantry Division und das 761st Tank Battalion) das Lager und traf 5.419 entkräftete Häftlinge an, von denen später noch mehr als 1.000 verstarben. Nach ersten amerikanischen Schätzungen befanden sich 3.000 Tote in Massengräbern oder noch unbeerdigt im Lager. Andere Schätzungen gingen 1946 von 4.500 Leichen aus.

## Aufarbeitung und Gedenken
1979 wurden 1227 Tote aus Massengräbern exhumiert und in der Gedenkstätte Mauthausen beigesetzt. Ein Gedenkstein im Wald bei Gunskirchen trägt die Inschrift: „Am 4. Mai 1945 an diesem Ort wurde von der 71. Infanterie Division der Armee der Vereinigten Staaten das Konzentrationslager Gunskirchen entdeckt und befreit.“
1981 wurde an der Einmündung der Lambacher Straße in die Bundesstraße 1 ein Denkmal errichtet.

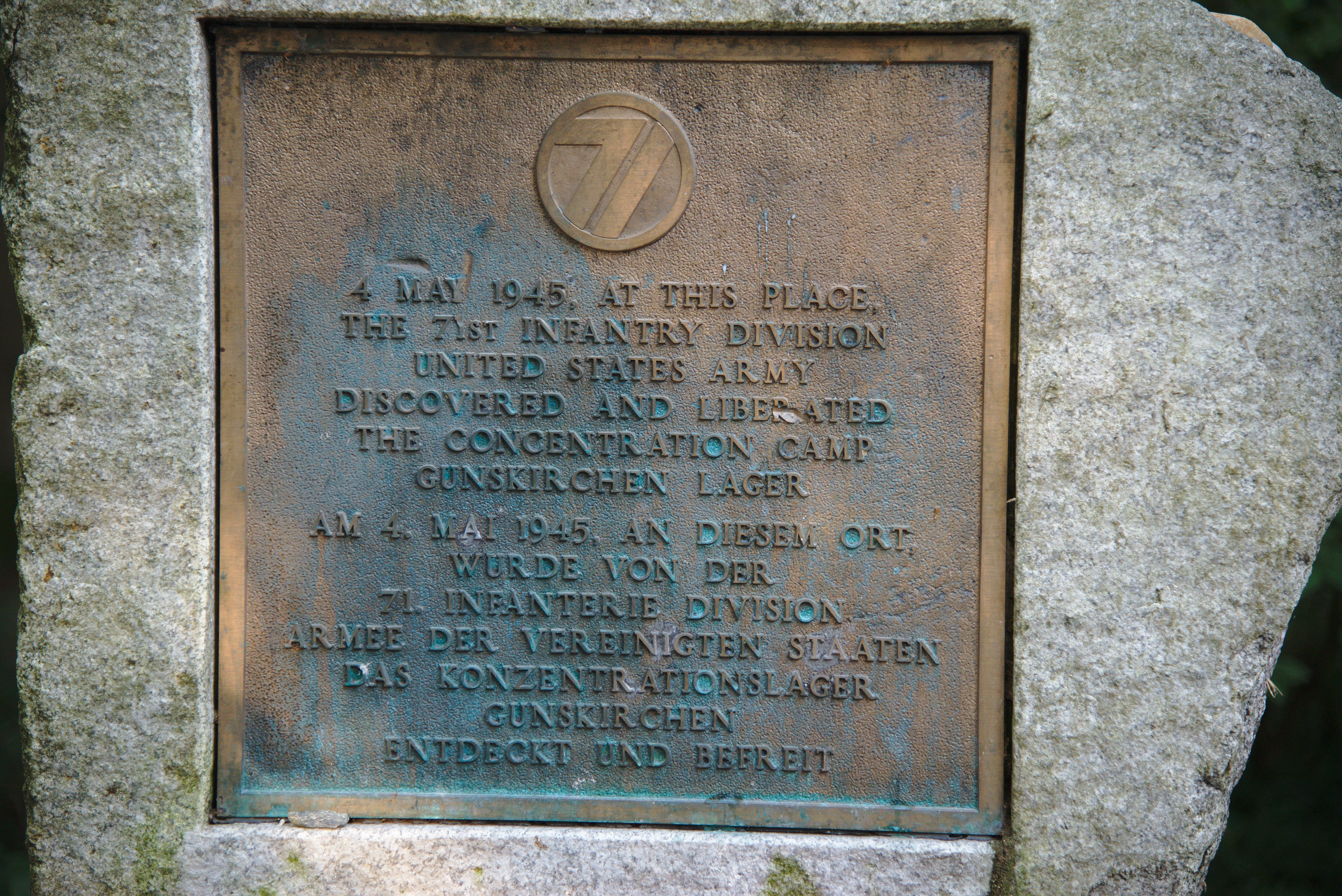
Mauthausen Nebenlager Gunskirchen, Tafel 1

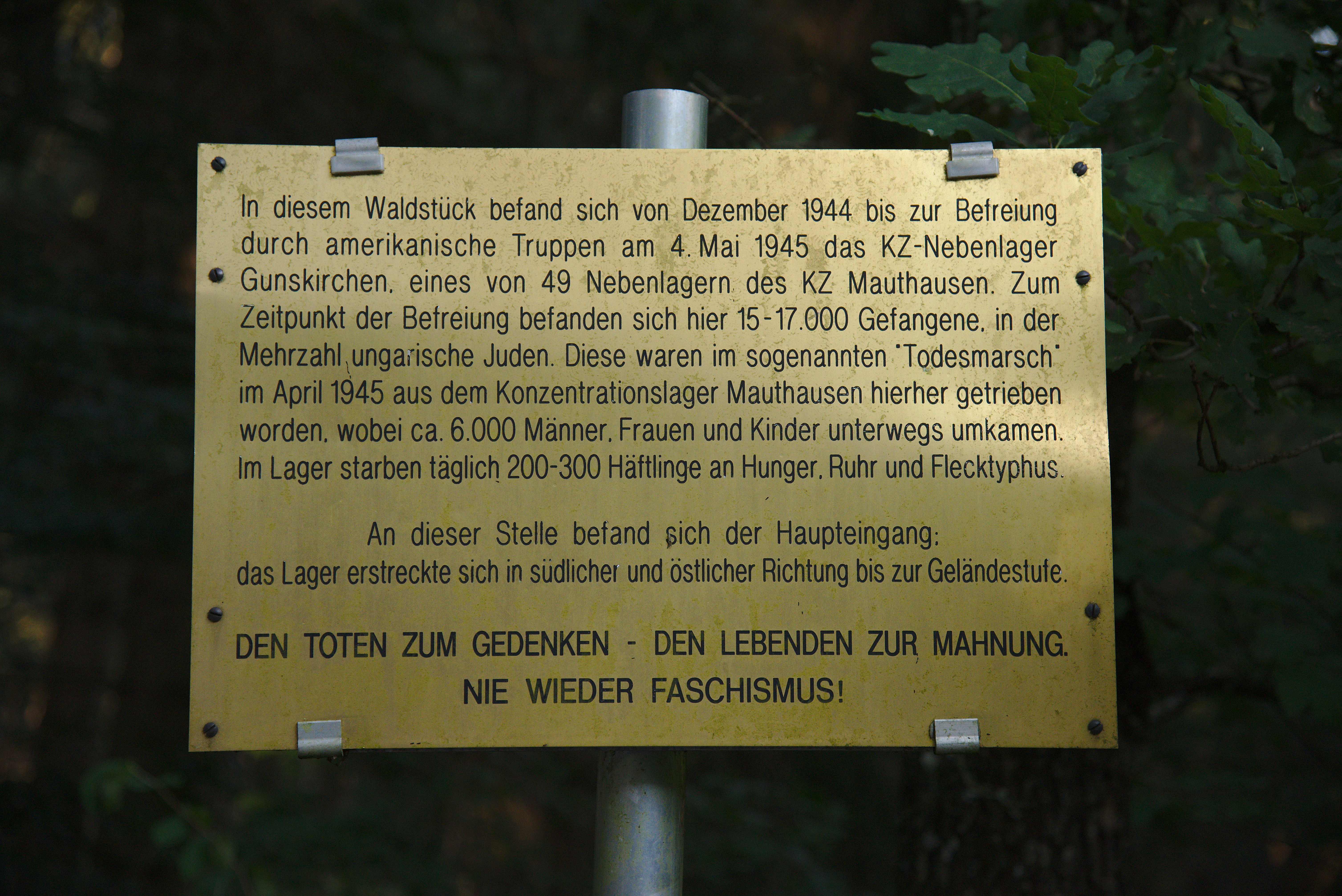
Mauthausen Nebenlager Gunskirchen, Tafel 2